# Soubran
Soubran ist eine französische Gemeinde mit 419 Einwohnern (Stand 1. Januar 2022) im Département Charente-Maritime in der Region Nouvelle-Aquitaine (vor 2016 Poitou-Charentes); sie gehört zum Arrondissement Jonzac und zum Kanton Pons. Die Einwohner werden Soubranais genannt.

## Geographie
Soubran liegt etwa 65 Kilometer nördlich von Bordeaux. Umgeben wird Soubran von den Nachbargemeinden Mirambeau im Westen und Norden, Allas-Bocage im Norden und Nordosten, Salignac-de-Mirambeau im Osten, Courpignac im Südosten und Süden sowie Boisredon im Süden und Südwesten.

## Bevölkerungsentwicklung
| Jahr                       | 1962 | 1968 | 1975 | 1982 | 1990 | 1999 | 2006 | 2019 |
| Einwohner                  | 350  | 364  | 316  | 330  | 328  | 360  | 373  | 401  |
| Quellen: Cassini und INSEE |      |      |      |      |      |      |      |      |

## Sehenswürdigkeiten

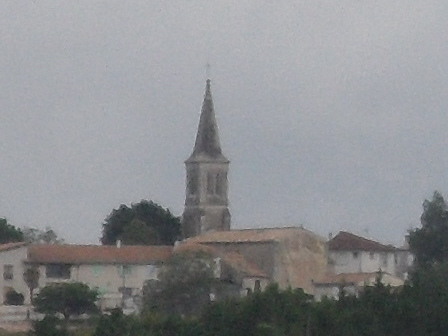
Kirche Notre-Dame-de-l’Assomption
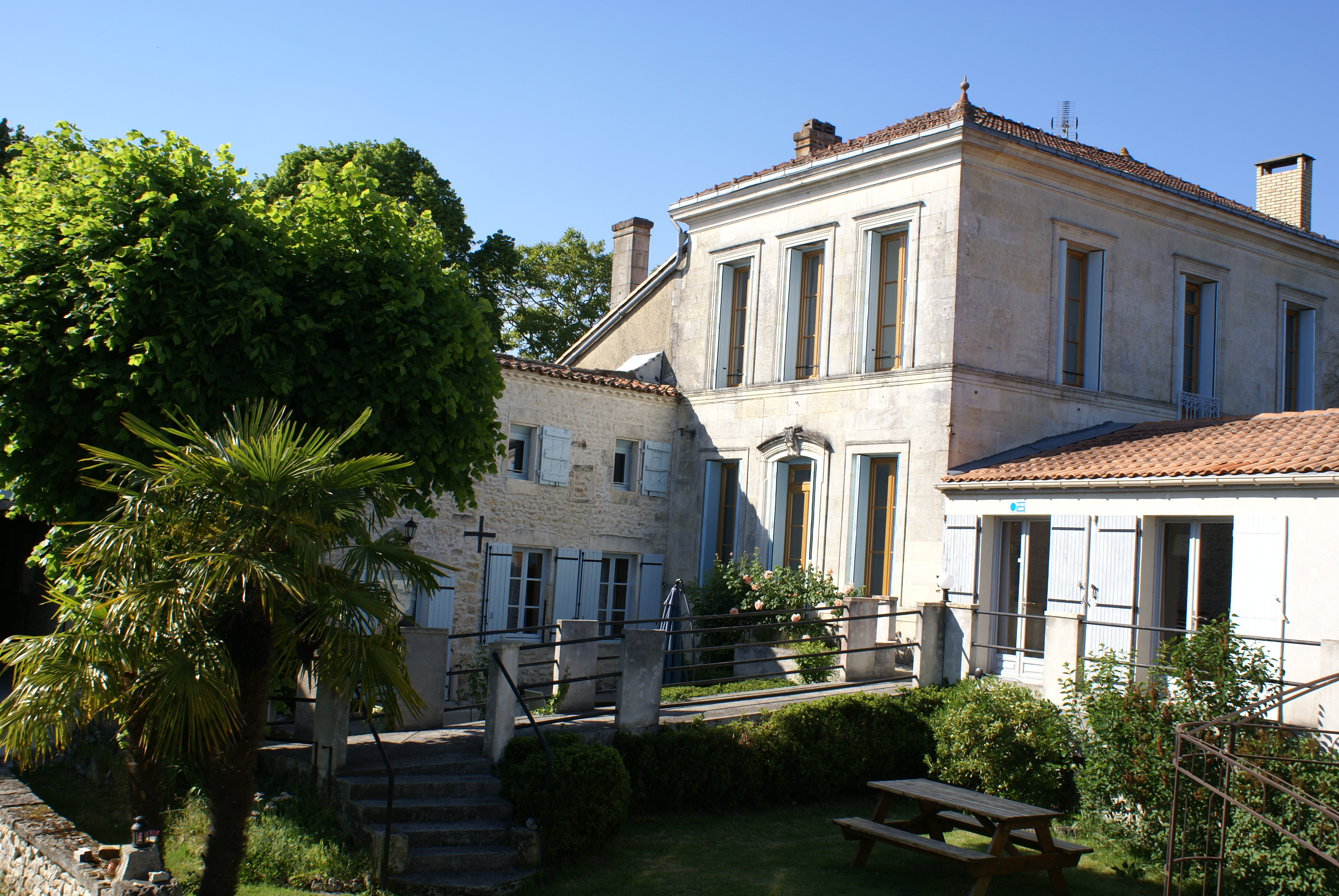
Domäne La Fontaine

- Kirche Notre-Dame-de-l’Assomption
- Domäne La Fontaine